# 张宗祜
张宗祜（1926年2月19日—2014年2月19日），河北满城人，中国工程地质学家，中国地质科学院水文地质工程地质研究所名誉所长、研究员，中国科学院院士，中国工程院院士。

## 生平
1948年毕业于北京大学地质系。1955年获苏联莫斯科地质勘探学院研究生部副博士学位。1980年当选为中国科学院学部委员（院士）。1994年被选聘为中国工程院院士。
2014年2月19日因病去世。